# Língua mamanwa
Mamanwa é uma língua Filipina falada pelo por cerca de 5 mil (1990) npessoas do povo Lumad Mamanwa, nas províncias Agusan do Norte e Surigao do Norte em Mindanau, Filipinas.
Mamanwa é uma língua gramaticalmente conservadora, mantendo uma distinção dêitica de três vias em seus artigos que em outros lugares só é preservada em algumas das línguas batânicas.
Antes da chegada dos falantes de Mamanwa no centro da ilha Samar, havia um grupo anterior de Negritos nessa ilha. Conforme Lobel (2013), o Samar Agta pode ter mudado para Warai ou para a língua Samarenyo, ou possivelmente até para Mamanwa.
Além disso, Francisco Combes, um frade espanhol, havia observado a presença de Negritos na Península de Zamboanga “na faixa de  Misamis Oriental” em 1645, embora nenhum dado linguístico tenha sido coletado.

## Escrita
A forma do alfabeto latino usado pela língua não tem as letras C, J, V, X. Usa-se Ng.

## Amostra de texto
Insay-ong na babazi ya boog, daw intabangan na idò. Daked ka bobong kaw-a na babazi. Ya isa nagasay-ong ka bozag. Napatay di ya boog kay in-osi na idò. Mabeg-at ya boog. Pagdateng ka lagkaw ihawen kaay panganen niran.
Português
A mulher está carregando o porco selvagem pela alça de cabeça, e o cachorro está ajudando. A mulher o pegou na montanha. A outra (mulher) está carregando camote. O porco selvagem está morto porque o cão o encurralou e o matou. O porco selvagem é pesado. Quando chegarem em casa vão assar porque vão comer.